# One Thousand Motels
One Thousand Motels — музичний проект Рата Скейбіса і Кріса Константіну, створений  у 2020 році.

## Історія
Басист/мультиінструменталіст Кріс Константіну та легендарний барабанщик Рат Скейбіс кілька років співпрацювали як основні учасники рок супергурту The Mutants.
Під час створення четвертого альбому гурту Mutants, Рат Скейбіс помітив деякі інші демо-записи, над якими працював Кріс Константіну, і це перетворилося на проект One Thousand Motels.
В проекті брали участь лише вони двоє, оскільки це швидше та легше реалізувати на практиці, враховуючи логістику навколо музикантів супергурту The Mutants.
Незалежний журнал Vive Le Rock характеризує музику дуету One Thousand Motels, як «життєрадісні рок-пісні з ліричним відтінком», а незалежний веб-блог Midlands Rock — як «гармонію, здавалося б, створену в рок-н-рольному раю (або панківському чистилищі)».
У 2020 році вони випустили альбом 2% out of Sync. У випуску альбому як співпродюсер брав участь Ніколас де Карло (Nicholas de Carlo), який також займався зведенням альбому. Альбом описаний у рецензіях як закладання нового фундаменту.
Другий альбом дуету One Thousand Motels, Get In Where You Fit In, вийшов у квітні 2021 року. У записі альбому брав участь вокаліст Sean Wheeler (Josh Homme, Lemmy Kilmister, Robby Krieger). У створенні альбому також брали участь такі музиканти, як гітарист Hal Lindes (Dire Straits), Marc Franklin і Arthur Edmaiston з Memphis on Horns (Aretha Franklin, Isaac Hayes, Snoop Dogg, Stevie Wonder) і Jonathan Moore з First Street Choir з Міссісіпі. А також музиканти з Лондона:
- Preston Heyman (Kate Bush, Massive Attack, Terence Trent D'Arby) — перкусія,
- Steve 'West' Weston (Roger Daltrey, Wilko Johnson) — губна гармошка,
- Dave Ahern, The Specials Brass Section & Su Robinson (The South Brass) — слайд-гітара,
- Diz Watson (Dr. John) — піаніно.[4]

Альбом відзначається поєднанням госпелу, соулу, фанку, блюзу, року з відтінками музики Глибокого Півдня.

## Склад гурту
- Рат Скейбіс (Rat Scabies) — барабанщик (The Damned, The Mutants)
- Кріс Константіну (Chris Constantinou) — басист/мультиінструменталіст (The Wolfmen, Sinéad O'Connor, Adam Ant, The Mutants)

## Дискографія
- 2% out of Sync (2020)
- Get In Where You Fit In (2021)